# Marilyn Loden
Marilyn Loden (Nueva York, 12 de julio de 1946 - California, 6 de agosto de 2022) fue una escritora estadounidense y defensora de la igualdad de género. Loden creó el término techo de cristal para definir las barreras que encuentran las mujeres en su lugar de trabajo. Fue considerada como una de las 100 mujeres más inspiradoras del mundo por BBC 100 Women en 2017.

## Biografía
Hija de Mary y Patrick Downey, Loden nació el 12 de julio de 1946 en New Hyde Park, Nueva York. En 1986, se mudó con su esposo John Loden a San Francisco.
Se graduó en 1968 en la Universidad de Siracusa. Trabajó en Recursos Humanos en la Compañía Telefónica de Nueva York, puesto que abandonó en 1981 para escribir libros sobre diversidad en el lugar de trabajo y diferencias de género en los estilos de liderazgo. Su primer libro, publicado en 1985, Feminine Leadership, or How to Succeed in Business Without Being One of the Boys (Liderazgo femenino o cómo tener éxito en los negocios sin ser uno de los chicos), fue un éxito de ventas publicado en 6 idiomas. También comenzó a prestar servicios de consultoría sobre como aumentar la diversidad de género en el lugar de trabajo, implementando políticas de prevención de acoso y agresión sexual para empresas como Citibank, Procter & Gamble, Shell Oil, la Universidad de California, la NASA y la Armada de los Estados Unidos.
En 1978, fue invitada a hablar en la Women’s Action Alliance Conference (Conferencia de la Alianza de Acción de Mujeres) en Manhattan. El panel se titulaba Mirror, Mirror on the Wall, y habló sobre el estancamiento de las mujeres en sus carreras profesionales. Todas las ponentes se referían a la culpa individual por no crecer en las empresas, por su comportamiento en el ámbito laboral, como la inseguridad y la baja autoestima. Loden fue la última en tomar la palabra y, en su turno, habló de las dificultades a las que se enfrentan las mujeres en el mundo laboral, no por culpa suya, sino como un problema de la institución, por el comportamiento sexista de los jefes, el inferior salario que perciben las mujeres en puestos iguales ocupados por los hombres, quedando rezagadas para puestos directivos. Durante la charla, Loden clasificó la barrera a la que se enfrentan las mujeres a la hora de hacer crecer sus carreras como "el techo de cristal ".
Loden falleció el 6 de agosto de 2022 en California debido a un cáncer de pulmón.

## Reconocimientos
En 2016 recibió la Medalla al Servicio Civil Superior por parte del Jefe de Operaciones Navales de Estados Unidos. Al año siguiente, fue incluida en la lista 100 Women de la BBC que la reconocía como una de las mujeres más inspiradoras del año.

## Obras
- 1985 - Liderazgo femenino, o cómo tener éxito en los negocios sin ser uno más de los chicos.[5]
- 1991 - ¡Fuerza laboral estadounidense! Gestión de la diversidad de los empleados como recurso vital.[2]
- 1996 - Implementando la Diversidad.[2]